# Spielzüge im American Football

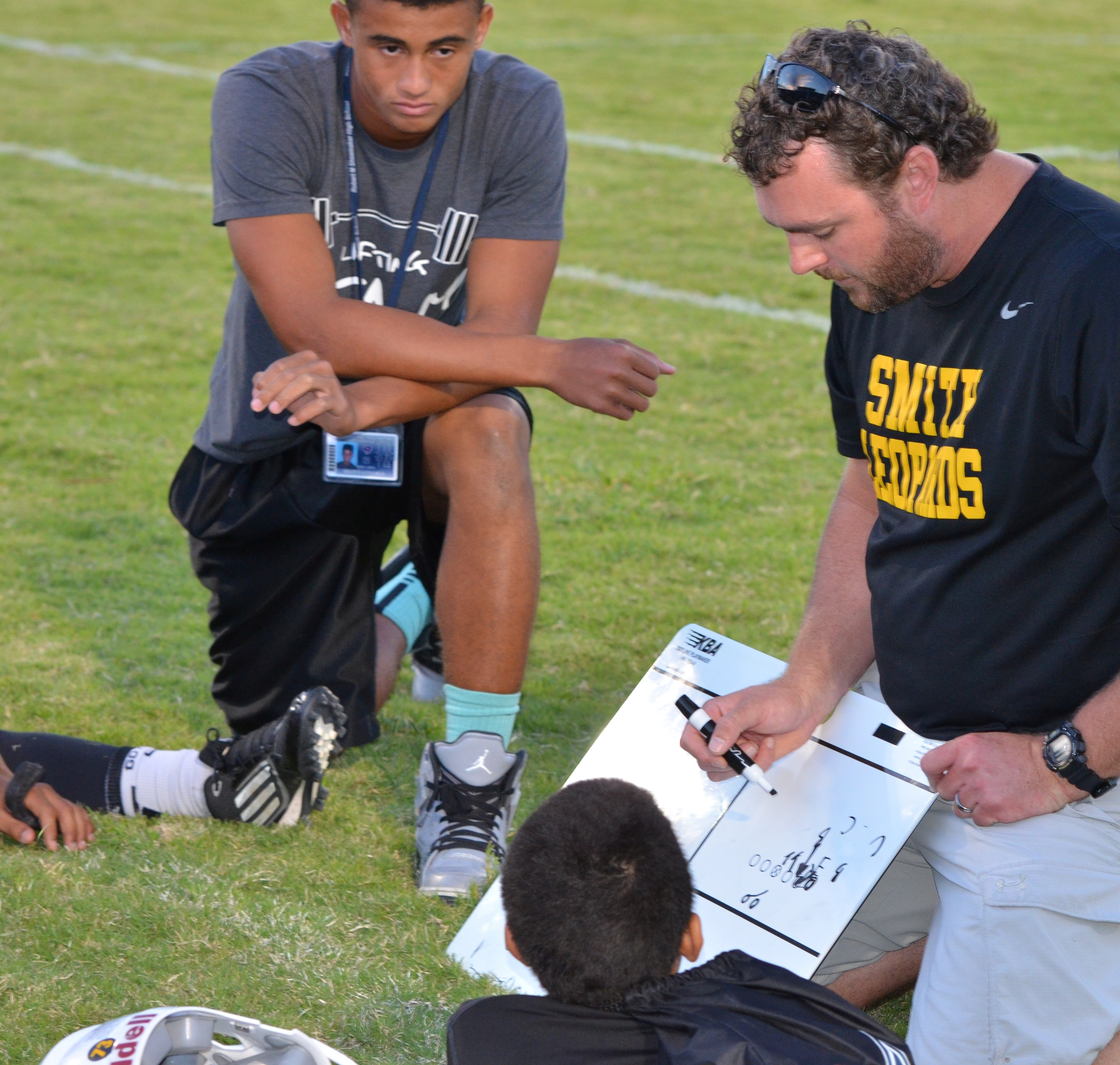
Der Trainer erläutert seinen Spielern einen Spielzug

Dieser Artikel behandelt die grundlegendsten Spielzüge im American Football. Im Englischen spricht man von einem sogenannten Play. Die Bezeichnung wird dabei sowohl für den Vorgang des Spielzugs als auch für den taktisch geplanten Ablauf verwendet.

## Ablauf
Ein Play beginnt stets auf eine der beiden folgenden Weisen:
- Ein Play von der Line of Scrimmage beginnt, wenn der Ball vom Center an einen Back (in der Regel an den Quarterback) abgegeben wird.
- Ein Free Kick (ein Kickoff oder ein Free Kick nach einem Safety) findet statt.

Ein Play gilt unter anderem als beendet, wenn ein Team einen Score erzielt oder eines der folgenden Ereignisse eintritt:
- Der Ballträger ist down. Dies ist der Fall, wenn der Spieler den Boden mit einem anderen Körperteil als den Füßen oder den Händen berührt und von einem gegnerischen Spieler berührt wurde.
- Die Vorwärtsbewegung des Ballträgers wird gestoppt, es kommt zu einem Stillstand und es ist klar, dass er weder weiteren Raumgewinn erzielen kann, noch dass er wie oben beschrieben down gehen wird.
- Der Ballträger geht out of bounds, berührt also mit irgendeinem Körperteil die Spielfeldmarkierung oder den Bereich außerhalb davon.
- Der Ballträger kniet nieder oder rutscht mit den Füßen voraus zu Boden.
- Ein Ball geht nach einem Kickoff, Scrimmage Kick oder Fumble out of bounds.
- Ein freier Ball kommt am Boden zur Ruhe und wird von keinem Spieler berührt (oft nach einem Punt).
- Ein Vorwärtspass berührt den Boden oder geht out of bounds, bevor er gefangen wird (incomplete pass). Berührt der Ball den Boden in einer anderen Situation, so gilt dies als Fumble und der Spielzug läuft weiter, bis eines der genannten Kriterien erfüllt ist.

Ist ein Spielzug beendet, so wird der Ball an die Startposition des nächsten Spielzuges gelegt. In den ersten drei der oben beschriebenen Fälle ist dies an der Stelle mit dem größten Raumgewinn. Wird der Ballträger durch einen Tackle zurückbewegt oder wird von den Schiedsrichtern aufgrund fehlender Vorwärtsbewegung für down erklärt, so wird der Ball so nah an das gegnerische Tor gelegt, wie der Ballträger an dieses herangekommen war. Läuft er aus eigenem Antrieb nach hinten, so wird der Ball dort platziert, wo er down geht. Im Falle eines incomplete pass startet der nächste Spielzug an derselben Stelle wie der vorherige.

## Grundsätzliches
Die Offense des angreifenden Teams muss mindestens sieben Spieler an der Line of Scrimmage positionieren, die bis zu den Seitenlinien reicht. Die Defense des verteidigenden Teams darf alle Spieler an der Line of Scrimmage positionieren, üblicherweise beschränkt es sich aber auf drei bis acht Spieler.

## Spielzüge der Offense

Standard-I-Formation

Sofern nicht anders erwähnt beziehen sich die folgenden Ausführungen auf die Standard-I-Formation, die als einfachste aller Formationen im American Football gilt. Die meisten Taktiken lassen sich aber auch auf viele andere Formationen übertragen.
Zudem werden die folgenden Begriffe verwendet:
- Run Block -- Ein aktives Blocken, bei welchem der Spieler nach vorne tritt und versucht, den Gegner zur Seite zu schieben, um Platz für den Ballträger zu schaffen.
- Pass Block -- Ein passives Blocken, bei dem der Spieler nach hinten tritt, um eine pocket für den Quarterback zu erschaffen, welche ihm Zeit verschafft, einen Pass zu werfen.
- Lead Block -- Der Blocker läuft vor dem Ballträger in derselben Route, um den Weg von Defensivspielern zu befreien, die möglicherweise noch nicht geblockt wurden.
- Pull -- Ein Spieler der Offensive Line tritt nach hinten aus seiner üblichen Position heraus und läuft quer zur Line of Scrimmage, um an einer anderen Stelle zu blocken. Dies kann sowohl in Pass- als auch in Laufspielzügen eingesetzt werden.
- Pocket -- Der geschützte Bereich um den Quarterback herum, den die Offensive Line erschafft, um dem Quarterback genügend Zeit und freie Sicht für einen Pass zu ermöglichen.
- Hole -- Eine Lücke in der Offensive Line, durch welche der Ballträger rennen kann. Eine solche Lücke kann durch einen Abstand zwischen den Spielern der Line von Anfang an vorhanden sein, oder aber durch entsprechende Bewegungen beim Blocken geschaffen werden.

### Laufspielzüge
Bei einem Laufspielzug wird der Ball von einem Spieler hinter der Line of Scrimmage entgegengenommen. Dieser Spieler kann
- derjenige, der den Ball vom Center bekommt (Quarterback), oder
- ein Spieler, der den Ball per Hand-Off bekommt (Runningback) sein.

#### Plunge / Dive

A basic I formation with gaps labeled.

Bei einem Dive (auch Plunge, Slam, Guts oder diverse andere Bezeichnungen) wird der Ball vom Quarterback zu einem Runningback abgegeben, welcher dann durch eine Lücke (hole) in der Offensive Line zu rennen versucht. Die Spieler dieser Line spielen run block, um diese Lücke zu vergrößern, während oft der Fullback vor dem Runningback als Lead Blocker läuft, um ungeblockte Defensivspieler zu blocken. Der Runningback wird in der Regel versuchen, durch die A- oder B-Gap zu laufen, wobei sich Erstere zwischen Center und Guard und die B-Gap zwischen Guard und Tackle befindet.

#### Off Tackle
Bei diesem Spielzug läuft der Runningback nicht durch eine Lücke in der Offensive Line, sondern läuft knapp außerhalb am Tackle vorbei. Dies ermöglicht dem Runningback mehr Flexibilität, da er nach dem Passieren der Line of Scrimmage in der Regel mehr Platz zur Verfügung hat.

#### Toss
Bei einem Toss Play laufen Halfback und Fullback zu einer vorher ausgewählten Seite und drehen dann in Richtung der gegnerischen Endzone. Dabei wirft der Quarterback einen Pitch zum Halfback, der hinter dem als Lead Blocker fungierenden Fullback läuft. Da der Pitch kein Vorwärtspass ist gilt dieser Spielzug als Laufspielzug.

#### Sweep
Bei einem Sweep Play läuft der Fullback zunächst zur Seitenlinie, bevor er in Angriffsrichtung dreht. Dabei bewegen sich Spieler der Offensive Line, meistens einer oder beide Guards, auf diese Seite und schaffen so eine freie Spur für den Runningback. Der Fullback dient dabei im weiteren Verlauf oft als Lead Blocker.

#### Trap
Bei einem Trap Play vollführt der Guard auf der entgegengesetzten Seite der Laufrichtung einen Pull und dient als Lead Blocker für den Runningback. Der Fullback übernimmt dann meist die Lücke, die der Guard dabei entstehen lässt und blockt dort.

#### Counter
Bei einem Counter Play läuft der Ballträger zunächst ein oder zwei Schritte auf die andere Seite des beabsichtigten Weges und täuscht dadurch eine falsche Laufrichtung an. Dann dreht er und läuft in die geplante Richtung weiter. Die Spieler der Defense beginnen dabei meist zunächst in die falsche Richtung zu laufen, wodurch ein wendiger Runningback einen Zeitvorteil erhält.
Bei einem Counter-Spielzug blockt die Offensive Line oft (aber nicht immer) in Richtung des beabsichtigten Laufweges, statt davon weg, um die Täuschung, der Spielzug gehe in die andere Richtung, zu verstärken.

#### Draw
Bei einem Draw Play (oder auch Delay) fällt die Offensive Line in Pass Blocking-Position zurück, während der Quarterback ebenfalls einige Schritte nach hinten geht. Dadurch entsteht der Eindruck, dass es sich um einen Passspielzug handelt. Dies sorgt dafür, dass der Bereich um die Line of Scrimmage herum offener wird. Der Quarterback übergibt den Ball dann an den Runningback (oder behält ihn selber), so dass der Ballträger durch die Pass blockenden Spieler laufen kann.

#### Bootleg
Der Quarterback spielt einen Fake Hand-Off, täuscht die Ballübergabe zum Runningback also nur an, behält den Ball und läuft damit selbst in die dem Runningback entgegengesetzte Laufrichtung weiter. Das Blocking kann dabei einem Sweep ähneln, weshalb man in diesem Fall auch von einem Quarterback Sweep spricht. Alternativ kann der Spielzug auch ohne zusätzliches Blocken für den Quarterback gespielt werden, in diesem Fall beruht der Erfolg des Spielzuges darauf, dass sich die Defense vom angetäuschten Hand-Off hereinlegen lässt und den Runningback attackiert.

#### Quarterback Sneak
Bei einem Quarterback Sneak (kurz QB Sneak) erhält der Quarterback den Snap und läuft mit diesem unmittelbar am Center vorbei nach vorne. Dieser Spielzug ist darauf ausgelegt, nur relativ wenig Raumgewinn zu erzielen und wird daher meist dann angewendet, wenn nur noch etwa ein Yard für ein first down (also vier neue Angriffsversuche) benötigt wird.
Die Entscheidung zum QB Sneak erfolgt oft spontan an der Line of Scrimmage durch den Quarterback, falls dieser das Verhalten der Defense kommen sieht und es daher für sinnvoller erachtet. Dabei gibt es zwischen Quarterback und Center meist ein unauffälliges Signal (zum Beispiel Zwicken), so dass diese beiden Spieler dann selbst im eigenen Team die einzigen Spieler sind, die vom Einsatz dieses Spielzuges wissen.

#### End-Around
Der Wide Receiver erhält den Ball per Hand-Off direkt vom Quarterback und versucht entweder, selbst Raumgewinn zu erzielen, indem er in Richtung der Line of Scrimmage läuft, oder wirft selbst einen Pass zu einem weiteren Spieler, der berechtigt ist, einen Pass zu fangen (selten).

#### Reverse
Dieser Spielzug ähnelt zunächst einem Sweep Play. Bevor der Runningback jedoch über die Line of Scrimmage tritt übergibt er den Ball einem Wide Receiver, der in die entgegengesetzte Richtung läuft. Der Spielzug wird dabei zwar relativ zeitintensiv hinter der Line of Scrimmage, die Idee ist aber, dass die Defense zum Runningback eilte und der Wide Receiver dadurch eine offene Spielhälfte vorfindet und durch seine Geschwindigkeit Raumgewinn erzielen kann.

#### Option
Bei einem Option Play nimmt der Quarterback den Ball und läuft zu einer Seite der Offensive Line, wo er auf eine Möglichkeit wartet, mit dem Ball zu laufen. Der Runningback folgt ihm dabei und gibt ihm die Option, gegebenenfalls einen Pitch zu werfen, bevor er getackelt wird. Die Defense wird also gezwungen, entweder den Quarterback zu attackieren, oder den Pitch zu verhindern. Dies gibt der Offense wiederum die Möglichkeit, die beste Wahl zu treffen. Für diesen Spielzug benötigt man jedoch einen schnellen und flexiblen Quarterback, zudem ist er relativ risikoreich, da der Pitch fallen gelassen werden könnte, wodurch der Ball live bleibt (Fumble).
Das Option Play trifft man daher meist nur im College Football an, da High-School-Teams nicht die Fähigkeit haben, diesen Spielzug korrekt und sicher auszuführen, während NFL-Teams so gut sind, dass die Defense gut auf den Spielzug reagieren kann.

#### Quarterback Kneel

Formation eines quarterback kneels

Bei einem quarterback kneel (auch victory formation genannt) kniet der Quarterback direkt mit dem Football in der Hand auf den Boden und beendet direkt den Spielzug. Ziel ist, das Risiko auf einen Fumble zu minimieren. Der Kneel findet meist kurz vor Spielende statt, wenn das angreifende Team vorne liegt und die Spieluhr auslaufen lassen will, denn der Quarterback Kneel gilt als Laufspielzug, bei dem die Uhr nicht anhält. Die Offensive Line wird auf beiden Seiten durch Tight Ends verstärkt, und für den Fall, dass der Quarterback den Football beim Snap verliert, stehen hinter ihm drei Runningbacks, die den Ball entweder selbst aufnehmen bzw. einen Gegner, der den Ball bekommt, sofort tackeln können. Diese Form des Zeitschindens war früher verpönt, ist aber mittlerweile akzeptiert.

### Passspielzüge

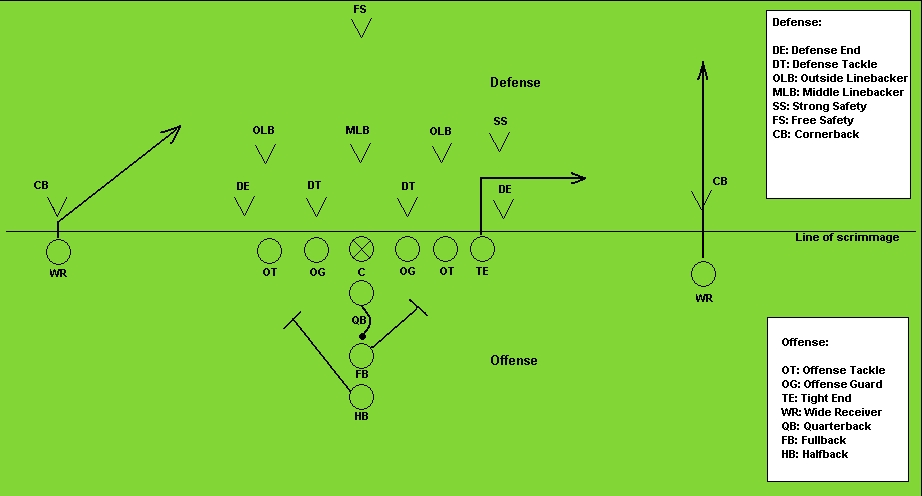
Ein typischer Passspielzug. Hier läuft der linke Wide Receiver eine Post-Route, der rechte eine Fly-Route. Der Tight End läuft als Option eine Out-Route.

#### Passrouten
Im Folgenden findet sich eine Auflistung der gängigen Standardrouten bei Passspielzügen.

##### Fly/Go
Die Fly-Route (auch Go- oder Streak-Route) wird insbesondere dann eingesetzt, wenn der Wide Receiver einen Geschwindigkeitsvorteil gegenüber dem Defensivspieler hat. Bei dieser Route versucht der Receiver geradlinig so schnell wie möglich tief in das Feld zu laufen, um dort einen Pass vom Quarterback zu erhalten.

##### Post
Bei dieser Route läuft der Receiver zunächst etwa 10–15 Yards geradeaus und dreht dann nach innen ("in Richtung der Goal Posts"), um den Ball bei voller Laufgeschwindigkeit zu fangen. Je nach Play kann die anfängliche Distanz oder der Winkel, um den man sich nach innen dreht, variieren.

##### Flag/Corner
Diese Route ist für Spielzüge über weite Distanzen gedacht. Der Receiver läuft dabei eine Distanz von etwa 10–15 Yards geradeaus und dreht sich dann nach außen in Richtung Seitenlinie und Endzone.

##### Out
Bei dieser Route läuft der Receiver etwa 7–10 Yards geradeaus und dreht sich dann um 90 Grad, um in Richtung der Seitenlinie nach außen zu laufen. Diese Route kann in der Distanz variiert werden, so kann man zum Beispiel von einem Five and Out oder Fifteen and Out sprechen, um zu verdeutlichen, wie viele Yards der Receiver zunächst geradeaus laufen soll.

##### In/Drag
Die In-Route (oder auch Drag-Route) ähnelt der Out-Route, hier dreht sich der Receiver allerdings 90 Grad nach innen und versucht dann den Ball zu fangen.

##### Slant
Der Receiver läuft ein oder zwei Schritte nach vorne und dreht sich dann schlagartig auf eine diagonal nach innen führende Richtung, so dass er hinter den Linebackern aber vor den Safeties den Ball fangen kann.

##### Hook/Hitch
Der Receiver läuft eine gewisse Anzahl von Yards oder Schritten geradeaus und hält dann an, um sich in Richtung des Quarterbacks zu drehen. Diese Route soll bezwecken, dass der Defensivspieler nicht schnell genug reagieren und der Receiver daher den Ball fangen kann.

##### Flat
Diese Route erhält ihren Namen durch das Gebiet, in welchem es stattfindet. Während eines gängigen Spielzuges entsteht dabei ein Gebiet, das relativ offen ist, dieses Gebiet nennt man Flats. Es befindet sich typischerweise von den Hashmark zu den Seitenlinien und 3–5 Yards nach der Line of Scrimmage (in Richtung der verteidigenden Mannschaft). Die Route selbst kann auf verschiedene Arten und Weisen gelaufen werden. Eine der gängigsten Möglichkeiten, die so genannte Arrow-Route, wird durch einen Receiver ausgeführt, der sich in unmittelbarer Nähe zum Offensive Tackle aufstellt und dann direkt in dieses Gebiet läuft. Bei der so genannten Swing-Route läuft ein Runningback zur Seitenlinie und dann in einer Rolle als Wide Receiver entlang des Spielfeldes.

##### Option Routes
Option-Routes ermöglichen eine sehr flexible Spielweise, erfordern aber ein hohes Niveau der Spieler. Der Receiver hat eine primäre Route vorgegeben, aber mehrere Optionen zur Auswahl. Zu Beginn des Spielzuges muss er die Defense richtig einschätzen und so die beste Option wählen. Zum Beispiel könnte die primäre Route ein Slant sein, der Receiver erkennt jedoch, dass dies gedeckt ist und läuft stattdessen eine Out-Route. Für ein erfolgreiches Durchführen von Option-Routes ist es nötig, dass sowohl Receiver als auch Quarterback dieselbe Einschätzung (read) der Defense haben.

#### Screen Pass
Ein Screen Pass ist ein komplexer Spielzug, bei dem viele Dinge auf einmal passieren. Er wird vor allem gegen eine sehr aggressive Defense eingesetzt. Bei diesem Passspielzug soll der Eindruck entstehen, dass ein weiter Pass geworfen wird. In Wahrheit erfolgt der Pass jedoch nur knapp hinter die Defensive Linemen, die zum Quarterback gelangen wollen. Genau dies wird ihnen erleichtert, so dass die Linemen zum Quarterback kommen und der freie Raum für den kurzen Pass entsteht. Einige Spieler der Offensive Line können dabei dann dazu dienen, dem Receiver zusätzlich den Weg freizublocken.
Die Gefahr eines Screen Pass besteht darin, dass selbst ein Defensive Lineman den Ball relativ einfach abfangen kann. Da dann kaum ein Offensive Lineman zur Verfügung steht, droht die Gefahr, dass der Ball sehr weit, möglicherweise bis zum Touchdown, zurückgetragen wird. Auf der anderen Seite kann ein solcher Spielzug aber auch sehr effektiv sein.
Der genaue Ablauf eines Screen Pass kann sehr variieren. Erfolgt der Pass zu einem Runningback, so spricht man meist nur von einem Screen. Bei einem Pass zu einem Wide Receiver gibt es verschiedene Typen wie den Bubble Screen, Middle Screen, Slot Screen oder den Slip Screen.

#### Play-Action Fake (Play-Action-Pass)
Der Quarterback nimmt den Snap und täuscht den Hand-Off zum Runningback an. Der Quarterback nimmt den Ball dann schnell zu sich und versucht ihn vor den Augen der Defensivspieler zu verstecken. Der Runningback setzt währenddessen seine Bewegung fort und agiert, als würde er mit dem Ball rennen, dabei hält er auch seine Hände so, als ob er einen Ball hätte. In der Hektik des Spielzugs ist es für die Defensivspieler fast unmöglich, zu erkennen, ob er den Ball wirklich hat. Die Offensive Line beginnt erst mit Run Blocking, wechselt dann aber in Pass Blocking, gleichermaßen starten die Wide Receiver damit, zu blocken, beginnen dann aber, ihre Routes zu laufen.
Bei einem Play-Action Fake (oft auch nur Play-Action genannt), der im Grunde das Gegenteil eines Draw Plays ist, hofft der Quarterback darauf, dass die Defense denkt, es wird sich um einen Laufspielzug handeln. Der erhoffte Effekt ist, dass das Pass Rushing der Defense verlangsamt wird, was dem Quarterback Zeit verschafft, und dass die Defensive Backs sich dazu entscheiden, beim Blocken des Laufspielzuges zu helfen, statt einen Receiver zu decken. Dadurch hat der Quarterback also die Zeit, einen möglichst freien Receiver anzuspielen.

#### Trick Plays
Bei einem Trick Play versucht die Offense die Defense glauben zu lassen, dass es sich um einen anderen Spielzug handelt. Bekannte Beispiele sind ein Half Back Pass (der Halfback bekommt den Ball und wirft ihn zu einem Receiver), der Razzle Dazzle (der Runningback nimmt den Ball und wirft ihn zu einem Receiver) oder der Flea Flicker (der Quarterback übergibt den Ball an einen Runningback, der sich umdreht, einen Pitch zurück zum Quarterback wirft, so dass dieser einen weiten Pass zu einem Receiver spielen kann).

#### Quarterback Spike
Wenn die Offense gegen Ende einer Halbzeit in Zeitnot ist, kann sie mit dem Quarterback Spike Zeit sparen. Dabei wirft der Quarterback den Ball unmittelbar nach dem Snap vor sich auf den Boden. Dies gilt als unvollständiger Pass, welcher die Uhr anhält.

## Spielzüge der Defense

### Rush
Ein Pass Rush, umgangssprachlich auch Pressure („Druck“) genannt, findet statt, wenn die Defense von einem Passspielzug ausgeht. Diese stürmt dann mit einer Kombination von meist drei oder vier Linemen das gegnerische Team, um den Passversuch zu stören. Ein möglicher Ausgang wäre ein Sack, aber das Pass Rushen ist auch daher sinnvoll, da es den Quarterback unter Druck setzt und zu einem frühen oder unpräzisen Wurf zwingt. Auch das Abfangen des Balls wäre ein möglicher Ausgang eines solchen Fehlers seitens des Quarterbacks.

### Stunt
Ein Stunt ist ein Vorgang, durch den Spieler der Offensive Line verwirrt werden sollen. Ein Defensive Lineman läuft dabei eine schräge Route und blockt einen Offensive Lineman, der nicht unmittelbar vor ihm stand. Dies sorgt dafür, dass der geblockte dem Defensivspieler folgt, während dieser nun einen anderen Lineman blockt. Dadurch entsteht eine Lücke, die ein zweiter Defensivspieler nutzen kann, um einen Rush durchzuführen.

### Blitz
Bei einem Blitz führen Defensivspieler, die nicht der Defensive Line angehören, einen Rush durch (Linebacker oder Defensive Backs). Ein Blitz ist also eine Erweiterung des effektiven Konzepts eines Rush.

### Coverage
Für die Spieler der Defense gibt es verschiedene grundsätzliche Möglichkeiten, gegnerische Spieler wie die Wide Receiver zu decken. Man nennt dies einen Coverage.

#### Man-to-Man
Beim Man-to-Man-Coverage ist jeder Receiver durch einen Defensive Back oder einen Linebacker gedeckt. Dieses Coverage wird oft während eines Spielzuges gewählt, die einen Blitz involviert, da nicht genügend Defensivspieler zur Verfügung stehen, um ein Zone Coverage durchzuführen. Falls die Defensive Backs überlegen sind, wird dieses Coverage auch in anderen Spielzügen benutzt.

#### Zone
Beim Zone-Coverage sind die Defensivspieler (Defensive Backs oder Linebacker) nicht für einen bestimmten Receiver, sondern für ein bestimmtes Gebiet auf dem Feld verantwortlich. Dies ermöglicht es ihnen, während des Deckens den Quarterback zu beobachten und gegebenenfalls sogar einen Ball abzufangen. Aus dieser Art des Coverage resultieren nicht selten Interceptions oder besonders harte Tackles, nachdem der Receiver den Ball gefangen hat.